# Glycerin-Dehydrogenase
Glycerin-Dehydrogenase ist ein Enzym, das in Bakterien die Dehydrierung von Glycerin zu Dihydroxyaceton katalysiert. Dieses Enzym gehört zur Familie der Oxidoreduktasen, wobei die Hydroxygruppe als Donator und NAD+ als Akzeptor fungiert.
Dieses Enzym ist insbesondere eine metallabhängige Alkoholdehydrogenase, die besonders im Glycerin-Metabolismus eine Rolle spielt. Außerdem wurde dieses Enzym bereits aus zahlreichen Bakterien isoliert, beispielsweise Geobacillus stearothermophilus, Klebsiella aerogenes (ehemals als Enterobacter aerogenes bzw. „Aerobacter aerogenes“ bezeichnet), Enterococcus faecalis, Erwinia aeroidea und Bacillus megaterium. Allerdings wurden die meisten Studien aufgrund der Thermostabilität mit dem Bakterium Geobacillus stearothermophilus durchgeführt.

## Struktur
Die Glycerin-Dehydrogenase des thermophilen Bakteriums Geobacillus stearothermophilus ist ein Homooktamer in Lösung bestehend aus acht identischen Monomer-Untereinheiten, das wiederum aus einer einzigen Polypeptidkette von 370 Aminosäuren (entspricht einer molekularen Masse von ungefähr 39,5 kDa) besteht. Jede dieser Untereinheiten enthält neun β-Faltblätter (β1–β9), 14 α-Helices (α1–α14), vier 310-Helices und einige Schleifen, die zusammen zwei durch eine tiefe Spalte voneinander getrennte Domänen bilden. Das aktive Zentrum des Enzyms befindet sich innerhalb dieser Spalte und enthält ein katalytisches Zinkion zur Stabilisierung des Alkoxidintermediats.
Strukturanalytische Untersuchungen zeigen, dass das in der Spalte tiefgebundene, zweifach positive Zinkion durch Ion-Dipol-Wechselwirkungen mit den Resten Asp173, His256, His274 sowie einem Wassermolekül tetraedrisch koordiniert ist.
Die Faltung der N-terminalen NAD+-Bindungsdomäne ähnelt der in anderen Dinukleotid-bindenden Enzymen vorhandenen klassischen Rossmann-Faltung. Die NAD+-Bindungsdomäne der Dehydrochinat-Synthase von Aspergillus nidulans ist strukturell sehr ähnlich zur NAD+-Bindungsdomäne der Glycerin-Dehydrogenase. Dies hat evolutionäre Implikationen hinsichtlich der Aufklärung des genauen Ursprungs der strukturellen Ähnlichkeit dieser beiden Enzyme. Kontroverser ist die Aufklärung der Beziehung dieser beiden Enzyme zu Dinukleotid-bindenden Enzymen mit Rossmann-Faltung.

## Funktion
Das Enzym katalysiert die Dehydrierung von Glycerin zu Dihydroxyaceton. Im Gegensatz zu den gängigen Stoffwechselwegen zur Verstoffwechslung von Glycerin oxidiert die Glycerin-Dehydrogenase effektiv das Glycerin in anaeroben Stoffwechselvorgängen unter ATP-unabhängigen Bedingungen, was ein nützlicher Mechanismus im Abbau von Glycerin in Bakterien darstellt. Zusätzlich oxidiert das Enzym selektiv eher die Hydroxygruppe am C2-Atom, um ein Keton zu bilden, anstatt eine terminale Hydroxygruppe zu oxidieren, um dafür ein Aldehyd zu bilden.

## Katalysiertes Gleichgewicht
+ NAD+ {\displaystyle \ \rightleftharpoons \ }  + NADH + H+
Glycerin wird durch die Glycerin-Dehydrogenase oxidiert und dehydriert. Neben dem Reduktionsäquivalent NADH entsteht hierbei Dihydroxyaceton.

## Mechanismus

Mechanismus der Glycerin-Dehydrogenase

Nachdem NAD+ am Enzym gebunden ist, bindet sich das Glycerin an das aktive Zentrum, sodass zwei aufeinander abgestimmte Wechselwirkungen zwischen zwei benachbarten Hydroxygruppen und dem benachbarten Zinkion entstehen. Daraufhin katalysiert das Enzym die basisunterstützte Deprotonierung der Hydroxygruppe am C2-Atom, um ein Alkoholat zu bilden. Das Zinkatom dient zur Stabilisierung der negativen Ladung beim Alkoholat-Intermediat, bevor die überschüssige Elektronendichte um das Sauerstoffatom sich verlagert, um eine Doppelbindung mit dem C2-Atom zu bilden. Das Hydrid wird anschließend aus dem sekundären Kohlenstoff entfernt und wirkt nun als Nukleophil im Elektronentransfer zum Nicotinamid-Ring des NAD+. Als Ergebnis wurde das von der Basis entfernte Wasserstoffproton in die umgebende Lösung freigesetzt; darauf folgt die Freigabe des Dihydroxyacetons als Produkt, anschließend des NADH durch das Enzym.

## Industrielle Bedeutung
Glycerin ist ein Nebenprodukt bei der Herstellung von Biodiesel. Als die Biodiesel-Produktion exponentiell stieg, wurde das Rohglycerin bei der Umesterung von pflanzlichen Ölen in großen Mengen erzeugt. Trotz der breiten Verwendung von reinem Glycerin in der Lebensmittelindustrie, Kosmetik, Pharmazie und vielen anderen Industrien, ist es vergleichsweise kostspielig, das Rohglycerin auf dem höchsten Reinheitsgrad aufzureinigen. In der Biotechnologie kann durch eine modifizierte enzymatische Stoffumsetzung des Rohglycerins zu einer breiten Palette an Produkten führen, z. B. 1,3-Propandiol, 1,2-Propandiol, Bernsteinsäure, Dihydroxyaceton, Wasserstoff, Polyglycerin und Polyester.

## Klassifizierung
Unter den Glycerin-Dehydrogenasen findet eine weitere Klassifizierung statt:
| Enzym                             | Enzymklassifizierung | Gen          | UniProt | Reaktion                                                                                       | Anmerkung                                   |
| --------------------------------- | -------------------- | ------------ | ------- | ---------------------------------------------------------------------------------------------- | ------------------------------------------- |
| Glycerin-Dehydrogenase (Akzeptor) | EC 1.1.99.22         | –            | –       | Glycerin + Akzeptor {\displaystyle \rightleftharpoons } Dihydroxyaceton + reduzierter Akzeptor | Besitzt Pyrrolochinolinchinon als Cofaktor. |
| Glycerin-Dehydrogenase (NADP+)    | EC 1.1.1.72          | gldB (AspGD) | Q7Z8L1  | Glycerin + NADP+ {\displaystyle \rightleftharpoons } D-Glycerinaldehyd + NADPH + H+            | Nimmt am Glycerolipid-Metabolismus teil.    |
| Glycerin-2-Dehydrogenase (NADP+)  | EC 1.1.1.156         | GCY1 (SGD)   | P14065  | Glycerin + NADP+ {\displaystyle \rightleftharpoons } Dihydroxyaceton + NADPH + H+              | Nimmt am Glycerolipid-Metabolismus teil.    |